# Kwonkan goongarriensis
Espèce
Kwonkan goongarriensis est une espèce d'araignées mygalomorphes de la famille des Anamidae.

## Distribution
Cette espèce est endémique du Goldfields-Esperance en Australie-Occidentale,. Elle se rencontre vers Goongarrie, Kookynie et Menzies.

## Description
La carapace du mâle holotype mesure 3,9 mm de long sur 3,0 mm et la carapace de la femelle paratype mesure 6,0 mm de long sur 5,2 mm.

## Étymologie
Son nom d'espèce, composé de goongarri[e] et du suffixe latin -ensis, « qui vit dans, qui habite », lui a été donné en référence au lieu de sa découverte, Goongarrie.

## Publication originale
- Main, 1983 : Further studies on the systematics of Australian Diplurinae (Chelicerata: Mygalomorphae: Dipluridae): two new genera from south western Australia. Journal of Natural History, vol. 17, no 6, p. 923-949.